# Ernest Austin
Ernest Austin (Londres, 31 de diciembre de 1874 a 24 de julio de 1947) fue un compositor inglés, hermano de Frederic (1872-1951) barítono y también compositor.
Compositor autodidacta, abordó todos los géneros, desde el poema sinfónico al lied, mostrando especial afecto por el antiguo folklore nacional, inspirador de la mayoría de sus producciones. La más conocida de sus obras orquestales es una serie de variaciones titulada The Vicar of Bray, estrenada en 1910.
Produjo mucha música de cámara, de la que se publicaron varios tríos, entre ellos uno muy interesante sobre antiguas canciones inglesas (op. 65). Su obra de más envergadura fue el poema narrativo para órgano, The Pilgrim 's Progress.
Son particularmente interesantes de este autor sus canciones y las stanzas para piano.